# Турбо: Молниеносная команда
«Турбо: Молниеносная команда» (в переводе СТС Kids — Команда Турбо;англ. Turbo Fast) — американский флэш-мультсериал, основанный на компьютерном анимационном мультфильме 2013 года Турбо. Первые пять эпизодов 1 сезона 26-серийного сериала было выпущено 24 декабря 2013 года. Следующие серии по пять-шесть эпизодов, выходили в течение всего 2014 года. Каждый эпизод состоит из двух 11-минутных историй, за исключением нескольких полных эпизодов. 2 сезон начался на Netflix с 31 июля 2015 года.

## Сюжет
Главный персонаж — садовая улитка оранжевого цвета по имени Турбо. В полнометражном мультфильме Турбо выигрывает гонки «Индиаполис 500». Благодаря этой победе улитку признали знаменитым гонщиком и самым скоростным на планете. Вдобавок он получил приличную сумму денег. На полученный выигрыш Турбо и его друзья создают целый город для улиток. В нём построен красивый и уютный дом для всех улиток. Но главное в городке построили настоящую гоночную трассу.